# Kristina Wagner
Kristina „Kristi“ Wagner (* 25. Januar 1993 in Boston, Massachusetts) ist eine Ruderin aus den Vereinigten Staaten. Sie wurde 2023 Weltmeisterschaftsdritte im Doppelzweier.

## Sportliche Karriere
Kristina Wagner ruderte zunächst für die Wayland Weston Rowing Association und dann für das Sportteam der Yale University. Nach ihrer Graduierung 2015 trainierte sie in Sarasota, New York City und in Cambridge, Massachusetts.
Wagner ruderte bei den U23-Weltmeisterschaften 2013 im Zweier ohne Steuerfrau und belegte den zehnten Platz. Erst 2019 debütierte sie im Ruder-Weltcup.
Wegen der COVID-19-Pandemie wurden die Olympischen Spiele in Tokio erst 2021 ausgetragen. Im Doppelzweier traten 13 Boote an. Genevra Stone und Kristina Wagner wurden Zweite in ihrem Vorlauf und Dritte im Halbfinale. Im Endlauf belegten die beiden den fünften Platz mit sieben Sekunden Rückstand auf die drittplatzierten Niederländerinnen.
2022 bildete Wagner einen Doppelzweier mit Sophia Vitas. Bei den Weltmeisterschaften 2022 in Račice u Štětí wurden die beiden Fünfte mit sieben Sekunden Rückstand auf die Bronzemedaille. Ein Jahr später bei den Weltmeisterschaften 2023 in Belgrad überquerten Vitas und Wagner als Dritte die Ziellinie hinter den Booten aus Rumänien und aus Litauen, wobei sie nur 0,11 Sekunden Rückstand auf die Zweitplatzierten hatten. 2024 bei den Olympischen Spielen in Paris wurden Wagner und Vitas Neunte.